# Vũ Ninh (châu)
Vũ Ninh là một châu dưới thời nhà Ngô, nay là một phần tỉnh Bắc Ninh, Việt Nam, tương ứng với địa phận thành phố Bắc Ninh, thành phố Từ Sơn và các huyện Tiên Du, Yên Phong cùng thị xã Quế Võ ngày nay.
Địa danh Vũ Ninh xuất hiện từ thời Hùng Vương, bộ Vũ Ninh lúc đó gần như tương ứng với địa phận tỉnh Bắc Ninh ngày nay. Thời kì Bắc thuộc, bộ Vũ Ninh nhiều lần bị thay đổi địa phận và địa danh, trong đó thời Nam Tấn (265 - 279) được gọi là châu Vũ Ninh.
Thời loạn 12 sứ quân sử chép các tướng Lã Xử Bình, Đỗ Cảnh Thạc cùng thứ sử châu Vũ Ninh là Dương Huy tranh nhau làm vua khi Ngô Xương Văn mất. Sau khi Dương Huy bị dẹp, sứ quân Nguyễn Thủ Tiệp chiếm đóng Tiên Du xưng là Vũ Ninh Vương.
Thời thuộc Minh (1414 - 1427), Vũ Ninh là một trong 3 châu thuộc phủ Bắc Giang (2 châu còn lại là châu Gia Lâm và châu Bắc Giang). Châu Vũ Ninh lúc này có 5 huyện: Tiên Du, Vũ Ninh, Đông Ngàn, Từ Sơn, Yên Phong. Năm Vĩnh Lạc thứ 13 (1425), nhà Minh chuyển huyện Vũ Ninh trực thuộc vào châu Bắc Giang.
Sang thời Hậu Lê, châu Vũ Ninh không còn tồn tại, chỉ còn huyện Vũ Ninh thuộc phủ Từ Sơn, nằm trong thừa tuyên Kinh Bắc (sau này thừa tuyên Kinh Bắc đổi thành trấn Kinh Bắc).
Đến đầu đời Lê trung hưng (năm 1533), vì kiêng húy của vua Lê Trang Tông (Lê Ninh) nên đổi huyện Vũ Ninh thành Vũ Giang, sau lại kiêng húy của Uy Nam vương Trịnh Giang nên đọc chệch âm là Vũ Giàng hay Võ Giàng. Huyện Võ Giàng nay thuộc đất huyện Quế Võ, tỉnh Bắc Ninh.